# Robyn Davidson
Robyn Davidson (ur. 9 września 1950 w Miles w Australii) – australijska podróżniczka i pisarka.
W 1977, po dwóch latach przygotowań, przebyła pieszo, prowadząc 4 wielbłądy, liczącą około 2700 km podróż z Alice Springs na wschodnie wybrzeże Australii. Podróż ta była częściowo sponsorowana przez National Geographic. W 1978 opis wyprawy ukazał się w majowym numerze National Geographic. Następnie Davidson napisała o swej podróży książkę Tracks, która stała się bestsellerem. W Polsce wydana pod tytułem „Na zachód od Alice Springs”.
Przez następne lata wiele podróżowała, poznając, między innymi życie nomadów w Indiach i Tybecie. Napisała kilkanaście książek.
W 2013 na podstawie książki nakręcono australijski film „Tracks”, w którym rolę Robyn Davidson zagrała Mia Wasikowska.